# Communauté de Taizé
La communauté de Taizé est une communauté monastique chrétienne œcuménique localisée à Taizé en Saône-et-Loire, en France. Fondée en 1944 par Roger Schutz, elle rassemble en 2025 environ quatre-vingts frères de diverses origines ecclésiales (catholiques, anglicans, protestants) et venant du monde entier et qui ont choisi de vivre ensemble une vie de prière et de célibat.

## Histoire

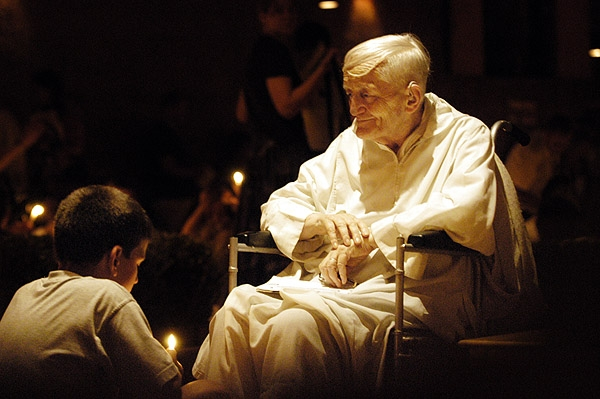
Frère Roger Schutz en 2003.

La communauté de Taizé est fondée dans le village de Taizé en 1944 par un Suisse, Roger Schutz, qui prendra le titre de frère Roger, dans la maison qu'il avait acquise en 1940. La même année, Roger Schutz, protestant, est consacré pasteur.
Le choix du lieu de cette implantation ne tient pas du hasard. La communauté sera inspirée par l'exemple clunisien. Pendant la guerre, Taizé se situe en zone libre, tout près de la ligne de démarcation. Roger Schutz héberge avec sa sœur Geneviève des réfugiés, notamment des juifs fuyant la zone occupée. En novembre 1942, alors qu'il se trouve en Suisse où il vient d'aider quelqu'un à franchir la frontière, il apprend que la Gestapo a visité sa maison de Taizé. Il décide alors de prolonger son séjour en Suisse jusqu'à la fin de la guerre. Il réside à Genève où se forme une première vie communautaire avec Max Thurian, Pierre Souvairan et Daniel de Montmollin, organisée autour d'une spiritualité vivante.
Après la Libération, en automne 1944, Roger Schutz retourne à Taizé où le rejoignent bientôt trois autres pasteurs. Leur vie est partagée entre la prière et le travail (essentiellement agricole et artisanal). Ils qualifient leur existence de clunisienne. Ils sont cependant ancrés dans leur temps : ils viennent en aide à des prisonniers de guerre allemands et s'occupent d'enfants abandonnés et d'orphelins de guerre. Dès 1941, Schutz avait écrit des « Notes explicatives » pour la « communauté d'intellectuels chrétiens » qu'il voulait rassembler à Taizé. En 1949, ils sont sept frères à s'engager à se consacrer à vie au Christ et à la communauté, à renoncer à toute propriété personnelle et à faire vœu de chasteté. C'est là un événement inédit : d'une part parce que depuis la Réforme protestante, ils sont les premiers hommes de cette obédience à fonder une communauté de type monastique ; d'autre part, parce que cette communauté embrasse dès le départ une vocation œcuménique,.
Dès les années 1940, des contacts sont noués avec des laïcs et des religieux catholiques. L'abbé Paul Couturier s'était rendu à Taizé dès 1941. La communauté organise des rencontres œcuméniques et Roger Schutz et Max Thurian participent aux travaux du concile de Vatican II en tant qu'observateurs non catholiques. En 1948, le nonce Angelo Roncalli et l'évêque d'Autun autorisent un simultaneum dans l'église paroissiale. En 1964, les autorités catholiques autorisent leurs fidèles à prier selon l'office de Taizé. En 1969, le premier frère catholique rejoint la communauté de Taizé, après avoir obtenu l'autorisation spéciale de l'archevêché.
Depuis les années 1960 et surtout après les mouvements de mai 1968, de nombreux jeunes viennent à Taizé. À Pâques, en 1970, ils sont 2 500, puis 7 500, 16 000, 18 000 les années suivantes, et jusqu'à 40 000 fin août 1974 à se rassembler autour de la communauté. L'église de Taizé est agrandie par des chapiteaux.
L'année 2015 marque un triple anniversaire : le centième anniversaire de la naissance de Roger Schutz, le dixième anniversaire de sa mort, et le soixante-quinzième anniversaire des origines de la communauté en 1940. Cet anniversaire est célébré par une rencontre avec des représentants de différentes Églises chrétiennes et des représentants d'autres religions, le 16 août 2015.

## Communauté

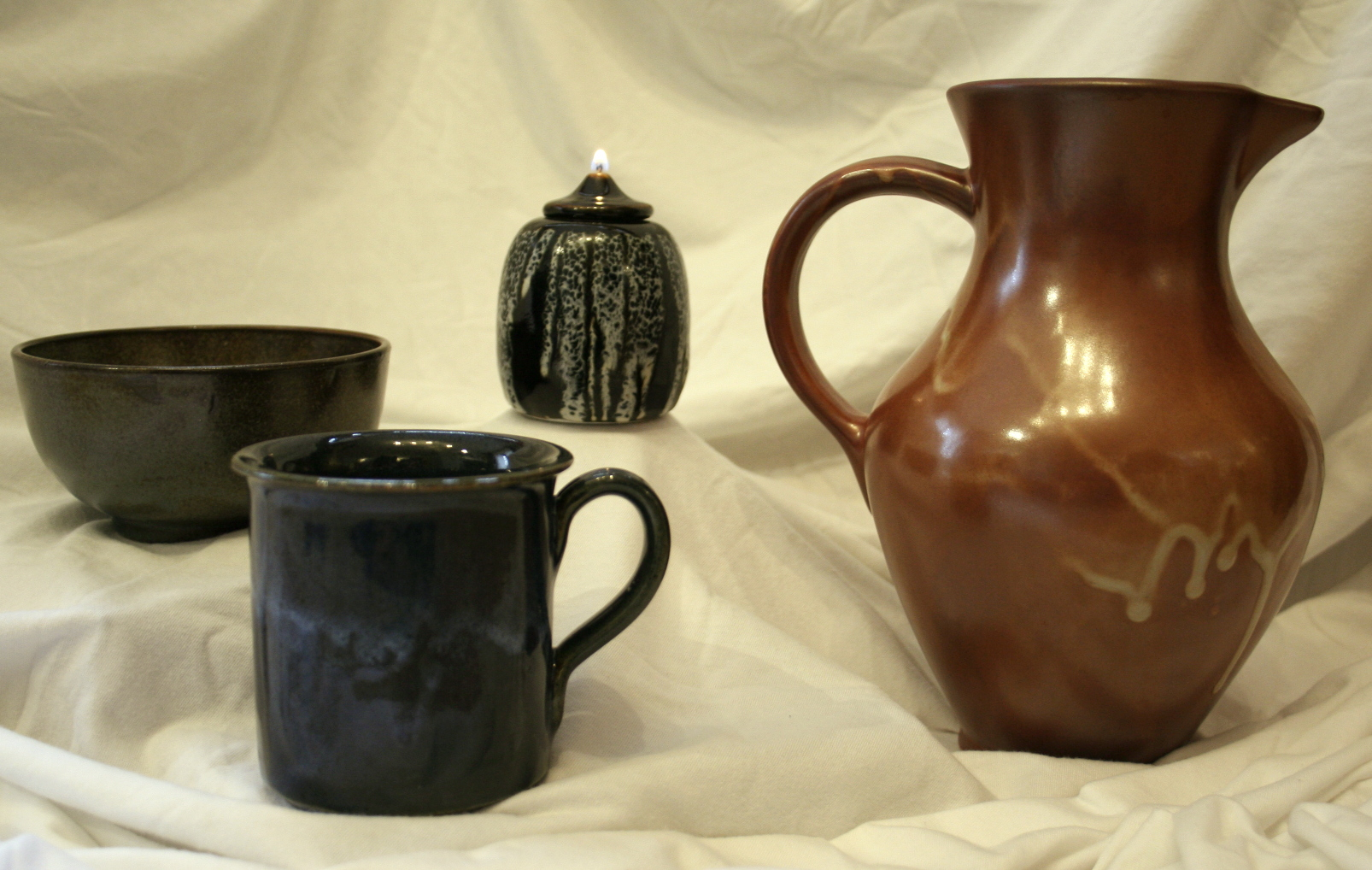
Grès émaillés de la communauté de Taizé.

Au fil des ans s'est développée la communauté de Taizé et des dizaines de compagnons se sont joints à Roger Schutz. Selon ce dernier, il y avait en 1966 soixante-dix frères, « tous protestants ». En 1974, les soixante-dix frères comptaient dans leurs rangs une douzaine de pasteurs et douze catholiques. Le premier frère français était entré en 1948.
En 2006, la communauté compte une centaine de frères, dont 70 à 80 vivent à Taizé, venant de vingt-cinq nations et de diverses origines chrétiennes. Les autres ont vécu ou vivent aussi dans de petites fraternités, en Asie (Bombay, Calcutta), en Afrique (Johannesburg, Le Caire, Dakar) ou en Amérique du Sud (São Paulo), auprès des plus pauvres. En 2014, il existe cinq de ces fraternités, au Kenya, au Sénégal, au Bangladesh, en Corée et au Brésil, et depuis 2015, à Cuba.

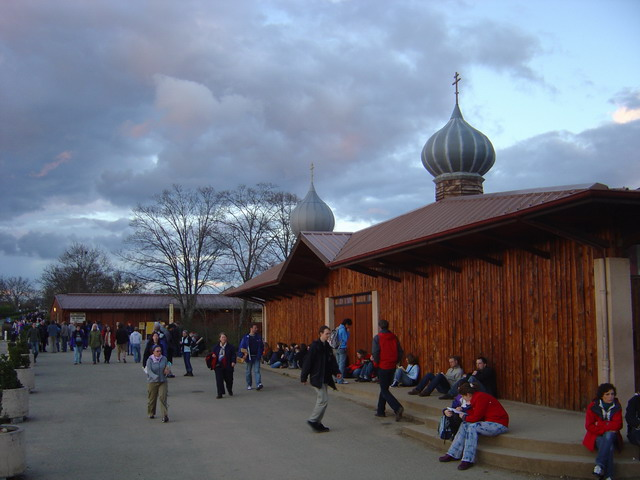
L'église de la Réconciliation, bâtie en 1961-1962.

La communauté n'accepte pour elle-même aucun don. Selon ses dires, son financement vient de la vente  de poteries, d'émaux, de livres, disques et CD.
La communauté reçoit environ 50 000 visiteurs par an, venant du monde entier et de toutes confessions chrétiennes depuis 1966, soit plus de 3 millions de visiteurs en près de 50 ans[réf. nécessaire]. Ils sont logés dans des chalets et des tentes, et peuvent s'intégrer à des groupes de réflexion, de chant, de musique, d'étude biblique et de prière. L'église de la Réconciliation — dont les plans ont été dressés par Denis Aubert, architecte de formation — a été bâtie en 1961-1962 par de jeunes volontaires allemands travaillant à un geste de réconciliation franco-allemande. Inaugurée en août 1962, elle comprend un orgue de 12 jeux.
Depuis 2020, une équipe de frères de Taizé vit à Pantin (Seine-Saint-Denis) en petite fraternité, dans le quartier des Quatre-Chemins, à l’invitation du diocèse de Saint-Denis et en lien avec diverses communautés chrétiennes locales.
À la mort de Roger Schutz, en 2005, Alois Löser, d'origine allemande, lui succède en tant que prieur. Ce dernier annonce le 23 juillet 2023 son renoncement à sa charge. Après avoir consulté ses frères, il choisit comme successeur Andrew Thorpe, dont le nom en religion est « frère Matthew », Britannique de confession anglicane.

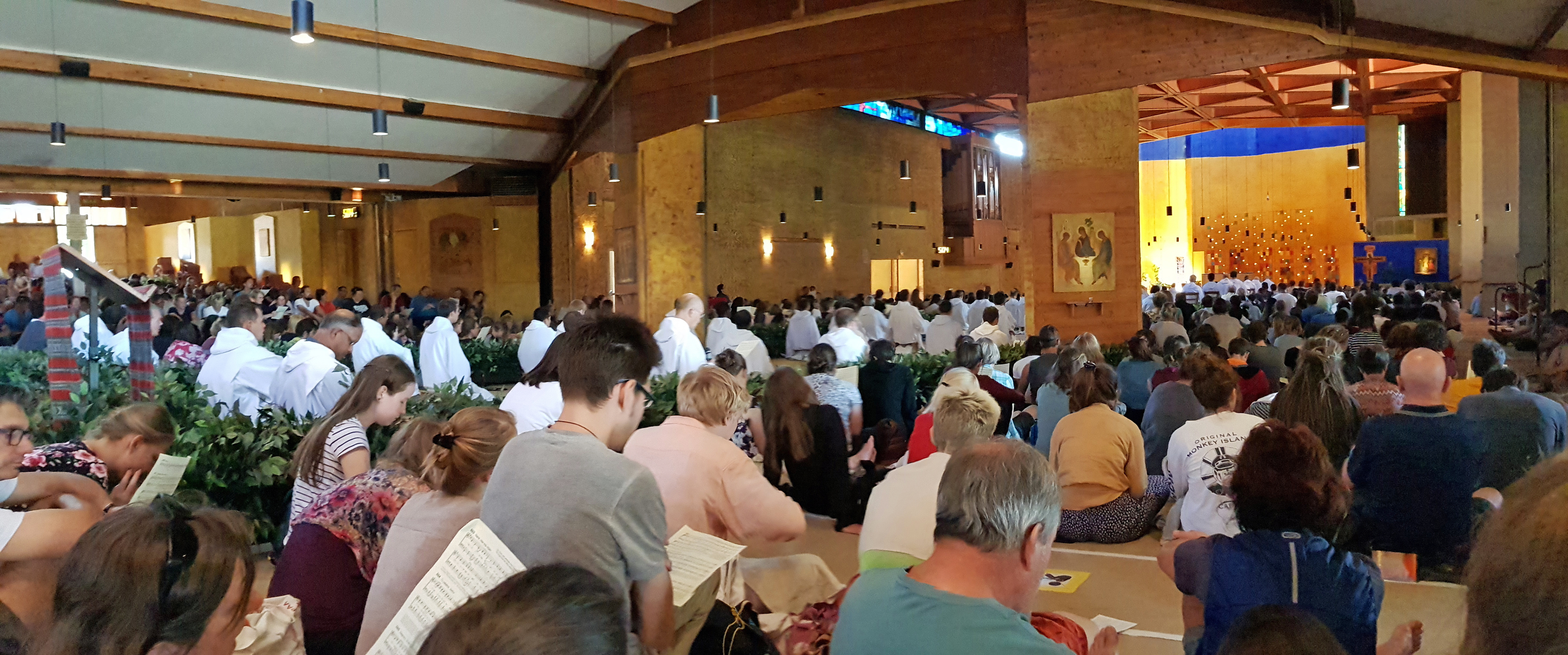
Prière à Taizé.

## Prieurs
Après la mort violente de frère Roger, le 16 août 2005 au cours de la prière du soir, à l’âge de 90 ans, Alois Löser, qu’il avait choisi comme successeur plusieurs années auparavant, lui succède en tant que prieur.
Ce dernier annonce le 23 juillet 2023 renoncer à sa charge. Après avoir consulté ses frères, il choisit comme successeur Andrew Thorpe, dont le nom en religion est « frère Matthew », et lui transmet en décembre 2023 sa charge de prieur de la communauté.
- 1940-2005 : Roger Schutz (1915-2005), protestant, de nationalité suisse ;

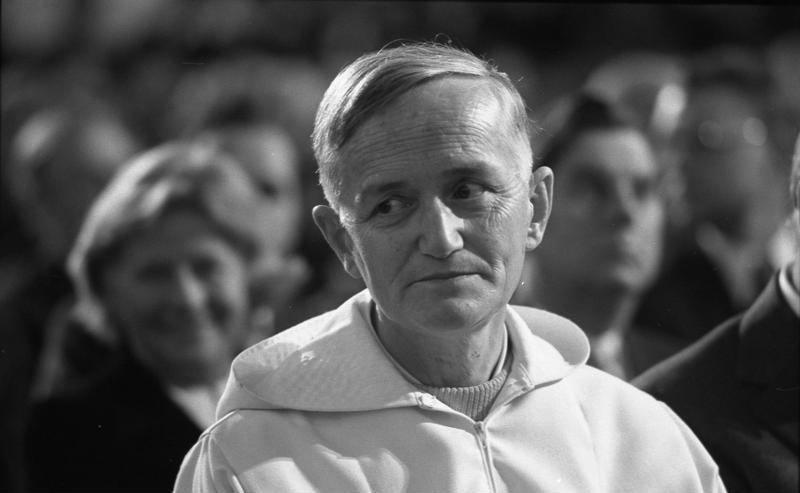
Frère Roger Schutz en 1974.

- 2005-2023 : Alois Löser (né en 1954), catholique, de nationalité allemande ;

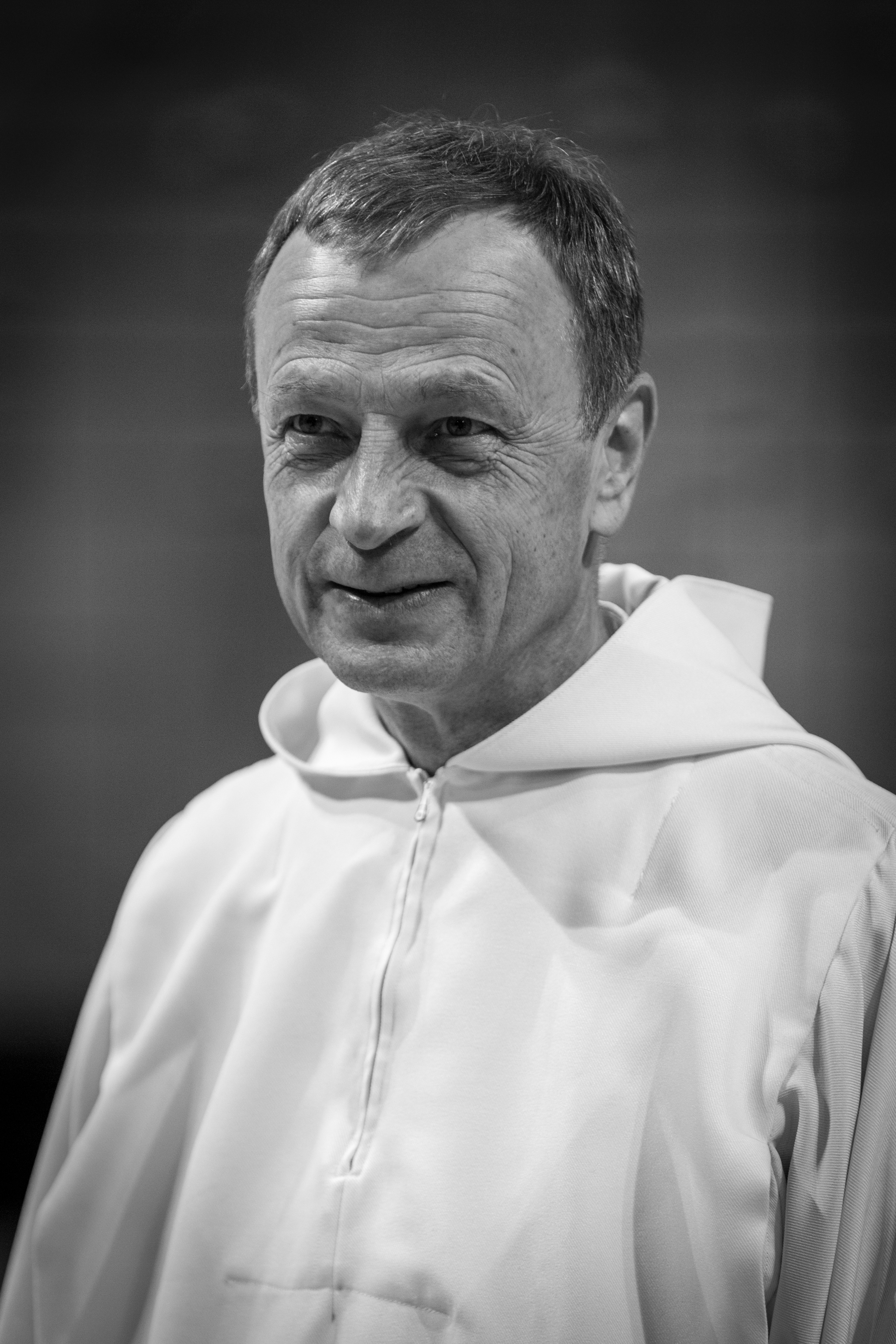
Frère Alois Löser en 2013.

- 2023- : Andrew Thorpe (né en 1965), anglican, de nationalité britannique[29].

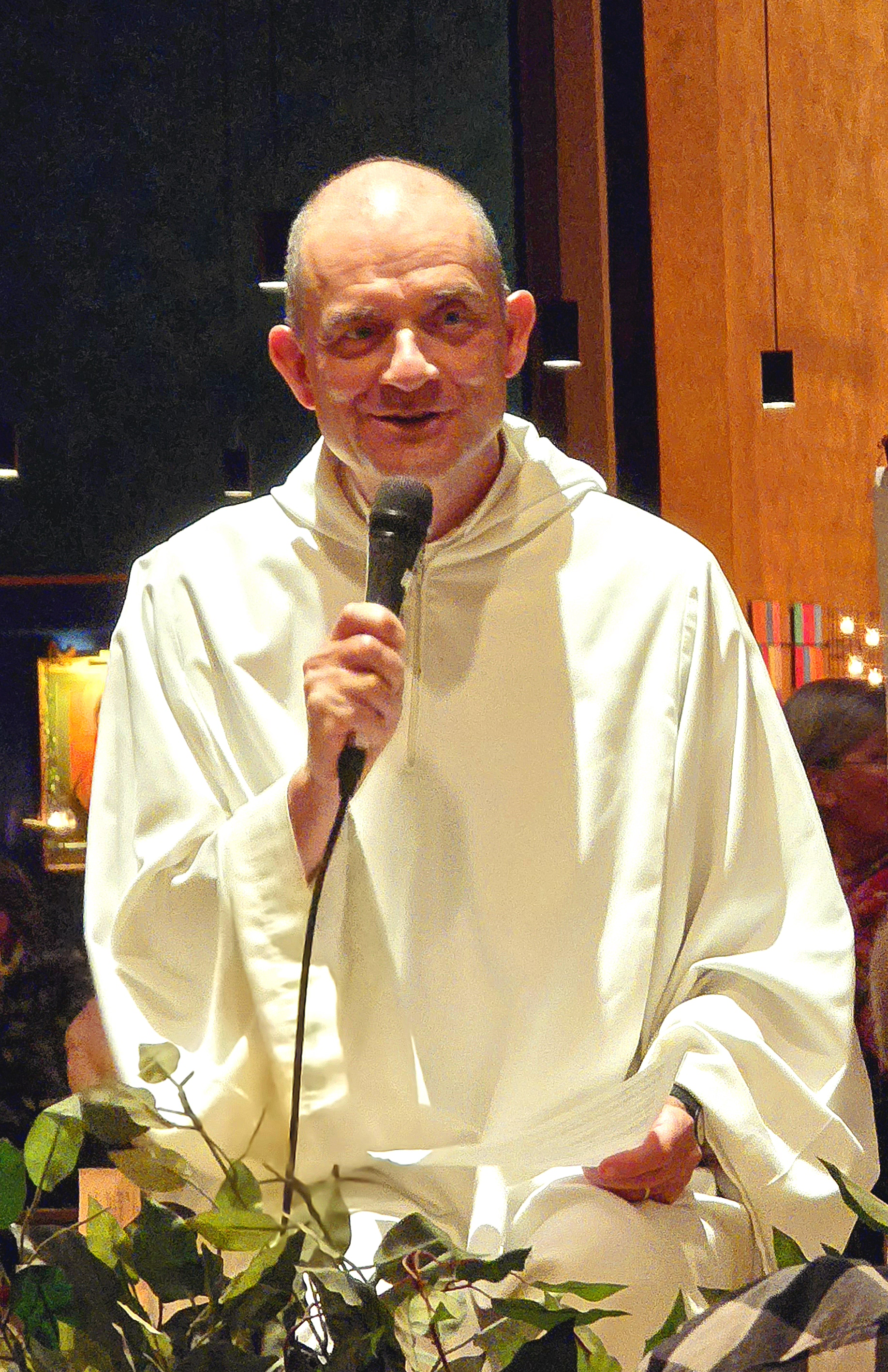
Frère Matthew (Andrew Thorpe) en 2024.

## Mode de vie
La vie à Taizé est rythmée par les prières, matin, midi et soir, composées de chants, lectures de l'Évangile, méditations et prières dans l'église de la Réconciliation.
Tout au long de l’année, la communauté accueille des dizaines de milliers de jeunes, de l’Europe et aussi des autres continents. Ils viennent pour des rencontres d’une semaine, au cours desquelles ils vivent l’expérience de la prière et de la vie commune, avec des temps de réflexion biblique, de partage avec d’autres et de réflexion sur leur vie et leur avenir.

## Rencontres internationales

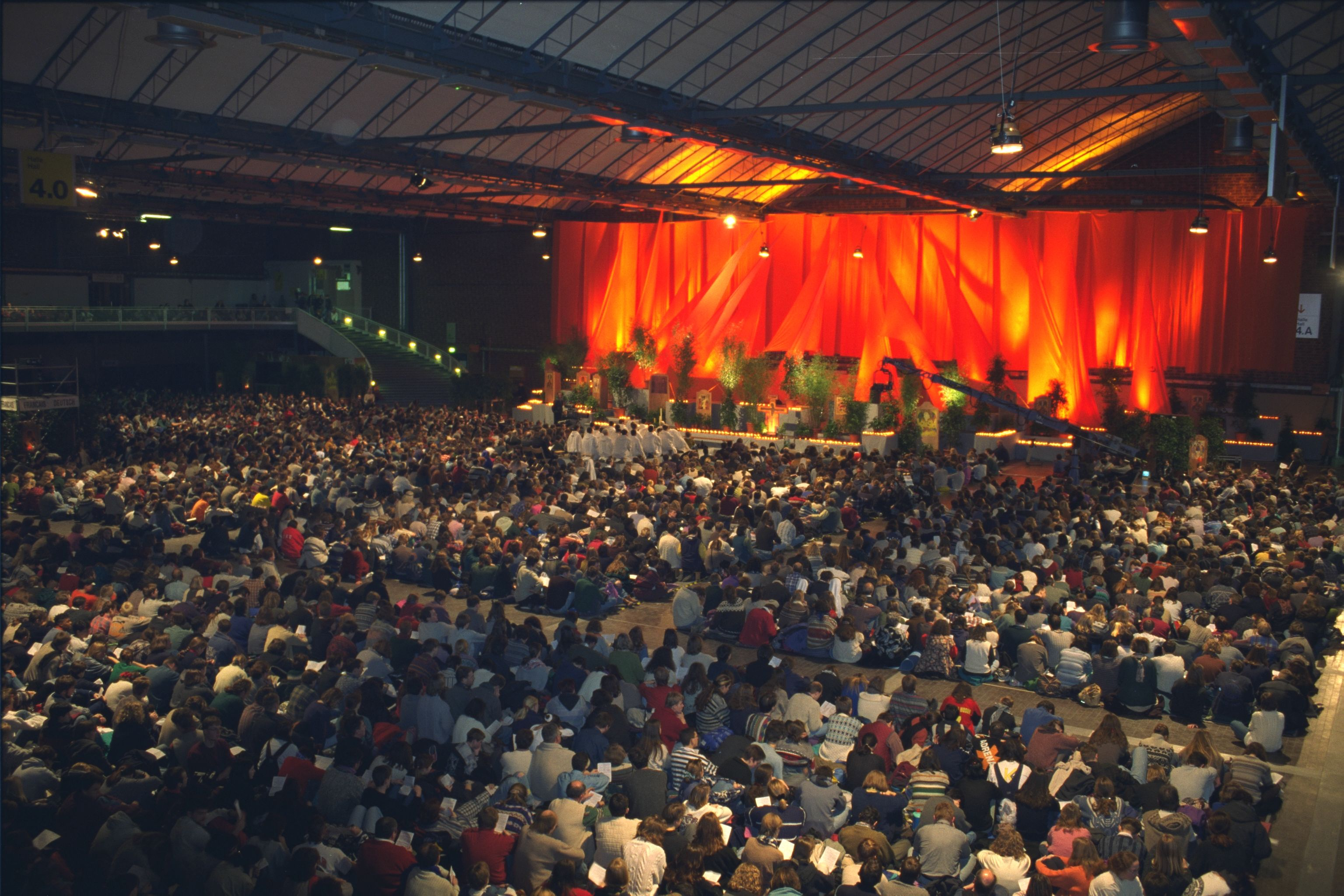
Rencontres à Stuttgart en 1996.

Depuis 1978, Taizé organise pour le Nouvel An des rencontres de cinq jours dans une ville d'Europe sous le nom de Pèlerinage de Confiance sur la Terre. Des dizaines de milliers de jeunes y assistent et sont hébergés dans les familles ou les centres communautaires. Le pèlerinage est structuré sur la vie de Taizé. La communauté organise également tous les ans des rencontres internationales de moindre ampleur. Ce sont des rencontres qui concernent particulièrement les jeunes du continent où se trouve la rencontre. Elles sont souvent organisées dans des pays qui vivent des difficultés économiques ou politiques. De tels rassemblements sont alors un soutien pour les églises locales. La présence de jeunes des autres continents, même en petit nombre, montre donc le soutien des jeunes du monde entier.
Étapes hors Europe du Pèlerinage de confiance sur la Terre organisées par Taizé
- 2005 :  Yogyakarta
- 2006 :  Calcutta
- 2007 :  Cochabamba
- 2008 :  Nairobi
- 2010 :  Manille
- 2010 :  Santiago[31]
- 2012 :  Kigali
- 2014 :  Mexico [32]
- 2016 :  Cotonou [33]

## Relations avec les Églises protestantes

### Rupture avec l'Église réformée de France
Fondée par des protestants, la communauté de Taizé était membre de la Fédération protestante de France, et appréciée par de nombreux pasteurs, comme Henri Eberhard (dès 1947) et Marc Boegner, qui voyait en cette expérience « une grande grâce ». Au début, les trois pasteurs de la communauté (Roger, Max et Daniel) avaient pris en charge les protestants disséminés dans la région, Roger Schutz présidant le culte à Mâcon. Mais en 1956, le conseil national de l'Église réformée de France refuse la consécration pastorale des frères de Taizé, qui doivent alors quitter le poste pastoral de Mâcon,. Le principal motif de ce refus vient du fait qu'un pasteur doit être libre de tout engagement envers une communauté monacale. Les divergences entre la communauté de Taizé et le protestantisme français portent sur les points suivants :
- le monachisme restauré par Roger Schutz et ses compagnons, une première dans l'histoire du protestantisme, et l'appartenance de Schutz à la compagnie des pasteurs de Genève[21] ;
- la conversion secrète de Max Thurian au catholicisme, suivie de son ordination sacerdotale à Naples en 1987, alors qu'il continuait à représenter le protestantisme au sein du groupe des Dombes[39] ;
- l'intercommunion incomplète pratiquée à Taizé, et la réception par Roger Schutz de l'eucharistie catholique lors des obsèques à Rome du pape Jean-Paul II, en avril 2005 : avec la conversion de Thurian, ces gestes « ont marqué les esprits et blessé nombre de protestants, apeurés que Taizé n'évolue définitivement vers le catholicisme et ne participe à la dissolution du protestantisme »[21].

Signe de cette évolution qui éloigne Taizé du protestantisme : alors que la Cène protestante était célébrée à l'origine dans l'église de la Réconciliation, c'est maintenant la messe catholique,.

### Perspectives
Quelques gestes ont été faits pour rétablir la confiance et la compréhension :
- en 2002, visite de Jean-Arnold de Clermont, président de la Fédération protestante de France ;
- en 2007, visite de Claude Baty, président baptiste de la Fédération protestante de France ;
- en 2015, conférence de Laurent Schlumberger, président de l'Église protestante unie de France[41].

Les relations entre Taizé et le protestantisme sont aujourd'hui maintenues.

## Abus sexuels
- Le 4 juin 2019, la communauté de Taizé signale à la justice cinq cas d'agressions sexuelles sur des mineurs commis par trois frères dans les années 1950 à 1980. Deux des agresseurs sont morts. Le procureur de la République de Mâcon doit étudier si les faits, qui ne sont pas des viols, sont prescrits ou non[42]. Le prieur frère Aloïs dit ressentir « de la honte et une profonde tristesse surtout en écoutant les victimes parce que les jeunes nous font confiance et dans certaine situation cette confiance est trahie »[43].
- En juillet 2019, deux autres membres de la communauté de Taizé sont signalés à la justice pour des attouchements commis sur des mineurs, comme sur des majeurs, dans les années 1960 et 1970. L'un a quitté la communauté il y a plus de quarante ans et l'autre est mort[44].
- En octobre 2019, alors que la première affaire est toujours en cours d'instruction, un membre de la communauté de Taizé est arrêté pour viol et agression sexuelle sur une femme, depuis 2003 selon ses déclarations. Elle témoigne d'une « forte emprise de la part d'un de nos frères, qu'elle accuse de manipulation et harcèlement, spirituel, psychologique et sexuel »[45].